# Comuna de Warka
Warka (polaco: Gmina Warka) é uma gminy (comuna) na Polónia, na voivodia de Mazóvia e no condado de Grójecki. A sede do condado é a cidade de Warka.
De acordo com os censos de 2004, a comuna tem 18 976 habitantes, com uma densidade 94,3 hab/km².

## Área
Estende-se por uma área de 201,14 km², incluindo:
- área agricola: 78%
- área florestal: 12%

## Demografia
Dados de 30 de Junho 2004:
|                      | Total   | Total | Mulheres | Mulheres | Homens  | Homens |
| -------------------- | ------- | ----- | -------- | -------- | ------- | ------ |
|                      | pessoas | %     | pessoas  | %        | pessoas | %      |
| População            | 18 976  | 100   | 9648     | 50,8     | 9328    | 49,2   |
| Densidade (pop./km²) | 94,3    | 100   | 48       | 48       | 46,4    | 46,4   |

De acordo com dados de 2002, o rendimento médio per capita ascendia a 1411,8 zł.

## Subdivisões
- Bończa, Borowe, Branków, Brzezinki, Budy Michałowskie, Budy Opożdżewskie, Dębnowola, Gąski, Gośniewice, Grażyna, Grzegorzewice, Gucin, Hornigi, Kalina, Kazimierków, Klonowa Wola, Konary, Krześniaków, Laski, Lechanice, Magierowa Wola, Michalczew, Michałów Dolny, Michałów Górny, Michałów-Parcele, Murowanka, Niwy Ostrołęckie, Nowa Wieś, Nowe Biskupice, Opożdżew, Ostrołęka, Ostrówek, Palczew, Palczew-Parcela, Piaseczno, Pilica, Podgórzyce, Prusy, Przylot, Stara Warka, Stare Biskupice, Wichradz, Wola Palczewska, Wrociszew, Zastruże.

## Comunas vizinhas
- Białobrzegi, Chynów, Góra Kalwaria, Grabów nad Plilicą, Jasieniec, Magnuszew, Promna, Sobienie-Jeziory, Stromiec, Wilga